# Jewdokija Nikulina
Jewdokija Andriejewna Nikulina (ros. Евдокия Андреевна Никулина, ur. 26 października?/8 listopada 1917 we wsi Parfionowo w obwodzie kałuskim, zm. 23 marca 1993 w Rostowie nad Donem) – radziecka lotniczka wojskowa, Bohater Związku Radzieckiego (1944).

## Życiorys
Urodziła się w rodzinie chłopskiej. Ukończyła technikum lotnicze i szkołę lotniczą w Bałaszowie, pracowała jako pilotka w lotnictwie cywilnym w Smoleńsku, od 1941 służyła w Armii Czerwonej, od czerwca 1941 uczestniczyła w wojnie z Niemcami. Od 1942 należała do WKP(b), jako dowódca eskadry 46 gwardyjskiego pułku nocnych bombowców 325 Nocnej Dywizji Lotnictwa Bombowego 4 Armii Powietrznej 2 Frontu Białoruskiego do września 1944 wykonała 600 lotów bojowych, prowadząc naloty na wojska przeciwnika. Po wojnie została zwolniona do rezerwy w stopniu majora, w 1948 ukończyła szkołę partyjną w Rostowie, a w 1954 Instytut Pedagogiczny, pracowała w miejskim komitecie partyjnym.

## Odznaczenia
- Złota Gwiazda Bohatera Związku Radzieckiego (26 października 1944)
- Order Lenina
- Order Czerwonego Sztandaru (trzykrotnie)
- Order Aleksandra Newskiego
- Order Wojny Ojczyźnianej I klasy
- Order Wojny Ojczyźnianej II klasy

I medale.